# Nguyễn Lượng Thái
Nguyễn Lượng Thái (chữ Hán: 阮亮采, 1525 - 1576), người xã Bình Ngô, huyện Gia Định, phủ Thuận An, trấn Kinh Bắc (nay thuộc phường An Bình, thị xã Thuận Thành, tỉnh Bắc Ninh). Trú quán xã Trạm Lộ (cùng huyện). Ông đỗ đệ nhất giáp đồng tiến sĩ cập đệ đệ nhất danh (trạng nguyên), khoa Quý Sửu niên hiệu Cảnh Lịch thứ 6 (1553) đời Mạc Tuyên Tông (Mạc Phúc Nguyên). Ông làm quan Tả Thị lang Bộ Lễ, kiêm Đông các Đại học sĩ, tước Định Nham hầu.